# Fathollah Akbar Sepahdar
Fathollah Akbar Sardar Mansour Sepahdar, né en 1878 à Rasht, dans le Gilan, et mort en 1947, est un politicien perse, qui fut d'octobre 1920 au 21 février 1921 le Premier ministre de la Perse.

## Biographie
Il est issu d'une famille de propriétaires fonciers du Gilan. Son oncle Akbar Khan Beeglar Begi, maître de la concession pour la perception des droits de douane dans les ports du golfe persique de la Mer caspienne possédait la plus grande propriété foncière au Gilan et était considéré comme l'homme le plus riche du Gilan. Après la mort de son oncle, Sepahdar épousa sa veuve, et hérita de sa fortune. En contrepartie de virements de fonds réguliers à Mozaffar ol-Din Shah, Fatholla reçut le titre de Sepahdar et, plus tard, celui de Sepahsalar.
En 1907, il avait soutenu la révolution constitutionnelle et fut emprisonné par Mohammed Ali Shah. À la suite d'une intervention de l'ambassade britannique, il fut relâché, mais Mohammed Ali Shah le força à partir en exil dans le Mazandaran. En décembre 1908, il rentra à Téhéran mais dû s'enfuir face à cause d'un nouveau mandat d'arrestation émis par l'ambassade de Russie. Après la chute de Mohammed Ali Shah en 1911, il devint ministre de la Défense dans le gouvernement d'Hassan Vosough.
En novembre 1920, ses propriétés terriennes furent confisquées par les bolcheviques et les membres du mouvement de la Jungle de Mirza Kuchak Khan. Après la fin de la guerre civile contre les Jangalis, il retrouva de grandes parts de sa propriété foncière.
Après la démission d'Hassan Pirnia en octobre 1920, Sepahdar devint premier Ministre. Le Gouvernement britannique fit pression sur Sepahdar pour qu'il fasse annuler les élections législatives qui avaient eu lieu lors de la Première Guerre mondiale en 1915, dissoudre le Parlement et organiser de nouvelles élections. Le principal objectif du gouvernement britannique était de faire appliquer le traité anglo-persan de 1919, qui permettait de prendre le relais du traité signé en 1907 avec la Russie, traité de Saint-Pétersbourg, mais en faveur des russes ; il fallait pour ça un nouveau Parlement pour confirmer le traité, le précédent l'ayant rejeté. La situation politique en Iran à cette époque était totalement instable. L'Armée rouge avait envahi le Nord de l'Iran et l'occupait toujours. En juin 1920, Mirza Kuchak Khan avait proclamé la république socialiste Soviétique du Gilan ; le corps expéditionnaire britannique, sous le commandement du Général Dunsterville se trouvait sur le déclin, Mirza Kuchak Khan menaçait le gouvernement central de marcher sur Téhéran avec le soutien des forces russes, pour le déposer. Ahmad Shah a déjà planifié son évasion vers l'Europe et l'ambassade britannique, des plans d'évacuation pour l'Ambassade vers Ispahan. Les femmes et les enfants devaient gagner la garnison britannique de Bagdad. Dans cette situation, Sepahdar jugea opportun de mener des négociations avec le gouvernement communiste à Moscou pour élaborer un accord russo-persan, alors que le traité anglo-persan, qui avait été conclu sans la participation de la Russie, devait être confirmé par le Parlement. Les négociations avec la Russie, qui avaient déjà commencé sous le gouvernement d'Hassan Pirnia, aboutirent, en décembre 1920, à un projet de contrat qui fut presque signé. Cependant, les Soviétiques n'étaient pas près de retirer tout de suite leurs troupes de la Perse.
Le 15 janvier 1921, Ahmad Shah informa l'ambassadeur britannique qu'il souhaitait remplacer Sepahdar par un nouveau cabinet dirigé par Hassan Mostofi, et dont les principaux ministres seraient les princes qâdjars Abdol Hossein Mirza Farmanfarma et Abdol Majid Mirza Eyn al-Dowleh. Quelques jours auparavant, Ahmad Shah avait expliqué à l'ambassadeur britannique : « Il avait décidé de quitter le pays en tant que personne privée. Il avait parlé avec son frère, le prince héritier Mohammad Hassan Mirza et lui offrait le trône. Il lui dit qu'il voulait rien savoir du trône et n'était pas prêt à prendre sa succession. Si Ahmad Shah s'en allait, la Perse deviendrait une république, et il ne pouvait pas imaginer ce qui se passait avec une République iranienne. » Mais cela ne devait pas arriver. Lors du putsch du 21 février 1921, Sepahdar fut renversé par Seyyed Zia al-Din Tabatabai, avec l'aide d'une unité de la brigade cosaque persane dirigé par Reza Khan. Les premières étapes de la relève de la dynastie Qâdjar par l'avènement de Reza Chah avaient eu lieu.
Sepahdar se retira de la politique et alla s'installer sur ses terres dans le Gilan. Il y mourut en 1947, à 67 ans, soit six ans après l'abdication de Reza Chah en 1941 et trois ans après sa mort en 1944.
Il avait été anobli chevalier grand-croix de l'ordre de Saint-Michel et Saint-George britannique en 1903.

## Sources
- Alireza Avsati, Iran in the last 3 Centuries. Intishārāt-i Pā'kitāb, Téhéran, 2003,  (ISBN 964-93406-6-1) (Bd. 1),  (ISBN 964-93406-5-3) (Bd. 2) (persan).
- Cyrus Ghani, Iran and the rise of Reza Shah. From Qajar collapse to Pahlavi rule. I. B. Tauris, Londres, notamment, 2000,  (ISBN 1-86064-258-6), P. 54, P. 118 et suiv.
- Cosroe Chaqueri, The Soviet Socialist Republic of Iran, 1920 – 1921. Birth of the Trauma. University of Pittsburgh Press, Pittsburgh, notamment PA 1995,  (ISBN 0-8229-3792-1), p. 475 (Pitt series in Russian and East European studies 21).